# Parafia Najświętszej Maryi Panny Królowej Polski w Słotowej
Parafia Najświętszej Maryi Panny Królowej Polski w Słotowej – parafia rzymskokatolicka, znajdująca się w diecezji tarnowskiej, w dekanacie Pilzno.